# Вишнёвое (Гуляйпольский район)
Вишнёвое (укр. Вишневе) — село,
Новозлатопольский сельский совет,
Гуляйпольский район,
Запорожская область,
Украина.
Код КОАТУУ — 2321884502. Население по переписи 2001 года составляло 40 человек.

## Географическое положение
Село Вишнёвое находится в 2-х км от левого берега реки Солёная,
на расстоянии 1,5 км от села Степовое и 3,5 км от села Новозлатополь.
По селу протекает пересыхающий ручей с запрудой.